# 中瀬 (浜松市)
中瀬（なかぜ）は、静岡県浜松市浜名区の大字。住居表示未実施。

## 地理
浜松市浜名区の東部に位置する。東で磐田市壱貫地・上野部・合代島・三家、西で本沢合・新原・豊保・西中瀬・天竜区二俣町南鹿島、南で西美薗及び永島、北で上島と接する。

### 河川
- 天竜川
- 八幡川
- 東中瀬川
- 北上島川

## 歴史

### 町名の由来
天竜川中に形成された瀬であったことに由来する。

### 沿革
- 1875年（明治8年） - 中瀬村が上小島村・下小島村・中野村・蝋燭島村を編入する[WEB 8]。
- 1889年（明治22年）4月1日 - 町村制の施行により、豊田郡中瀬村が周辺の村と合併し、改めて豊田郡中瀬村が発足する[WEB 9]。旧村名は中瀬村の大字として残る[WEB 10]。
- 1896年（明治29年）4月1日 - 郡制の施行により、中瀬村の所属郡が浜名郡に変更となる。
- 1956年（昭和31年）4月1日 – 中瀬村が周辺の町村と合併して浜北町となる。
- 1963年（昭和38年）7月1日 – 浜北町が市制施行して浜北市となる。
- 2005年（平成17年）7月1日 – 浜北市外10市町村が浜松市に編入される。
- 2007年（平成19年）4月1日 - 浜松市が政令指定都市となる。中瀬は浜北区の一部となる。
- 2020年（令和2年）1月1日 - 住居表示の実施に伴い、中瀬の一部を分割して西中瀬一丁目～三丁目が新設される（二丁目・三丁目は豊保の一部を含む）[WEB 11]。
- 2024年（令和6年）1月1日 - 浜松市の行政区再編により、中瀬は浜名区の一部となる。

## 施設
- 浜松市立中瀬幼稚園
- 社会福祉法人天竜厚生会 子育てセンター（なかぜ/かきのみ）
- 浜松市立中瀬小学校
- 浜松市中瀬協働センター
- 天竜川大平運動公園
- ヤマハ発動機 中瀬工場
- ROKI 浜松工場
- 山宗 浜松工場
- エコネコル 浜松工場
- 応用電機 浜松事業部
- 公進ケミカル 本社・工場
- 茂ゴム 本社・本社工場
- 日本ウエルディング・ロッド 浜北製造所
- フォレスト・テクニック 本社
- 医療法人社団大法会 遠江病院
- 上中瀬簡易郵便局
- 遠鉄ストア浜北店
- セブン-イレブン浜北中瀬店
- ローソン浜北インター北店
- ファミリーマート浜北インター店
- ENEOSセルフ浜北インターSS（遠州日石が運営）
- apollostation浜北大橋SS（天竜石油が運営）
- 遠鉄さつき団地・浜北グリーンアベニュー
- 中瀬南部緑地
- 臨済宗妙心寺派 象白山 普賢院
- 天神社

## 交通

### バス
- 浜松市浜北コミュニティバス赤佐中瀬線：（浜北駅 方面 - ）岡田整形外科 - 横瀬東 - 普賢院 - 遠江病院（ - 上島区民センター 方面）
  - 浜松バスに委託
  - 月・木曜運行、年末年始は運休

### 道路
- 新東名高速道路：浜松浜北ICがある。
- 国道152号（浜北天竜バイパス・飛龍街道）
- 静岡県道45号天竜浜松線（笠井街道）

## その他

### 学区
小学校・中学校の学区は以下の通りである。
- 浜松市立中瀬小学校
- 浜松市立浜北北部中学校

### 警察
警察の管轄区域は以下の通りである。
| 番・番地等 | 警察署     | 交番・駐在所 |
| ---------- | ---------- | ------------ |
| 全域       | 浜北警察署 | 浜北北部交番 |

### 消防
消防の管轄区域は以下の通りである。
| 番・番地等 | 消防署     | 本署/出張所 |
| ---------- | ---------- | ----------- |
| 全域       | 浜北消防署 | 赤佐出張所  |

### WEB
1. ↑  “h02_22.csv”.   総務省 (2022年2月10日). 2024年10月19日閲覧。
2. ↑  “静岡県浜松市浜北区中瀬 (221360270)｜国勢調査町丁・字等別境界データセット”.   人文学オープンデータ共同利用センター. 2024年10月22日閲覧。
3. ↑  “静岡県 浜松市浜名区 中瀬の郵便番号 - 日本郵便”.   日本郵便. 2024年10月19日閲覧。
4. ↑  “市外局番の一覧”.   総務省 (2022年3月1日). 2024年10月19日閲覧。
5. ↑  “事業所案内及び管轄地域（事務所3件、分室3件）”.   一般社団法人静岡県自動車会議所. 2024年10月19日閲覧。
6. ↑  “住居表示実施状況／浜松市”.   浜松市 (2024年1月4日). 2024年10月19日閲覧。
7. ↑  “解説ページ”.   株式会社エア. 2024年12月10日閲覧。
8. ↑  “解説ページ”.   株式会社エア. 2025年7月17日閲覧。
9. ↑  “historyofcities.pdf”.   静岡県総務部合併推進室・財団法人静岡県市町村振興協会. 2024年10月19日閲覧。
10. ↑  “解説ページ”.   株式会社エア. 2024年10月19日閲覧。
11. ↑  “zissizennzi.pdf”.   浜松市 (2024年1月4日). 2024年10月19日閲覧。
12. ↑  “学校名から探す／浜松市”.   浜松市 (2024年1月1日). 2024年10月19日閲覧。
13. ↑  “浜北北部交番｜静岡県警察”.   静岡県警察 (2024年1月1日). 2024年10月19日閲覧。
14. ↑  “消防署の町別管轄「な」／浜松市”.   浜松市 (2023年4月3日). 2024年10月19日閲覧。